# (35989) 1999 NF10
1999 NF10 (asteroide 35989) é um asteroide da cintura principal. Possui uma excentricidade de 0.25179420 e uma inclinação de 1.02984º.
Este asteroide foi descoberto no dia 13 de julho de 1999 por LINEAR em Socorro.